# Garnberg (Künzelsau)

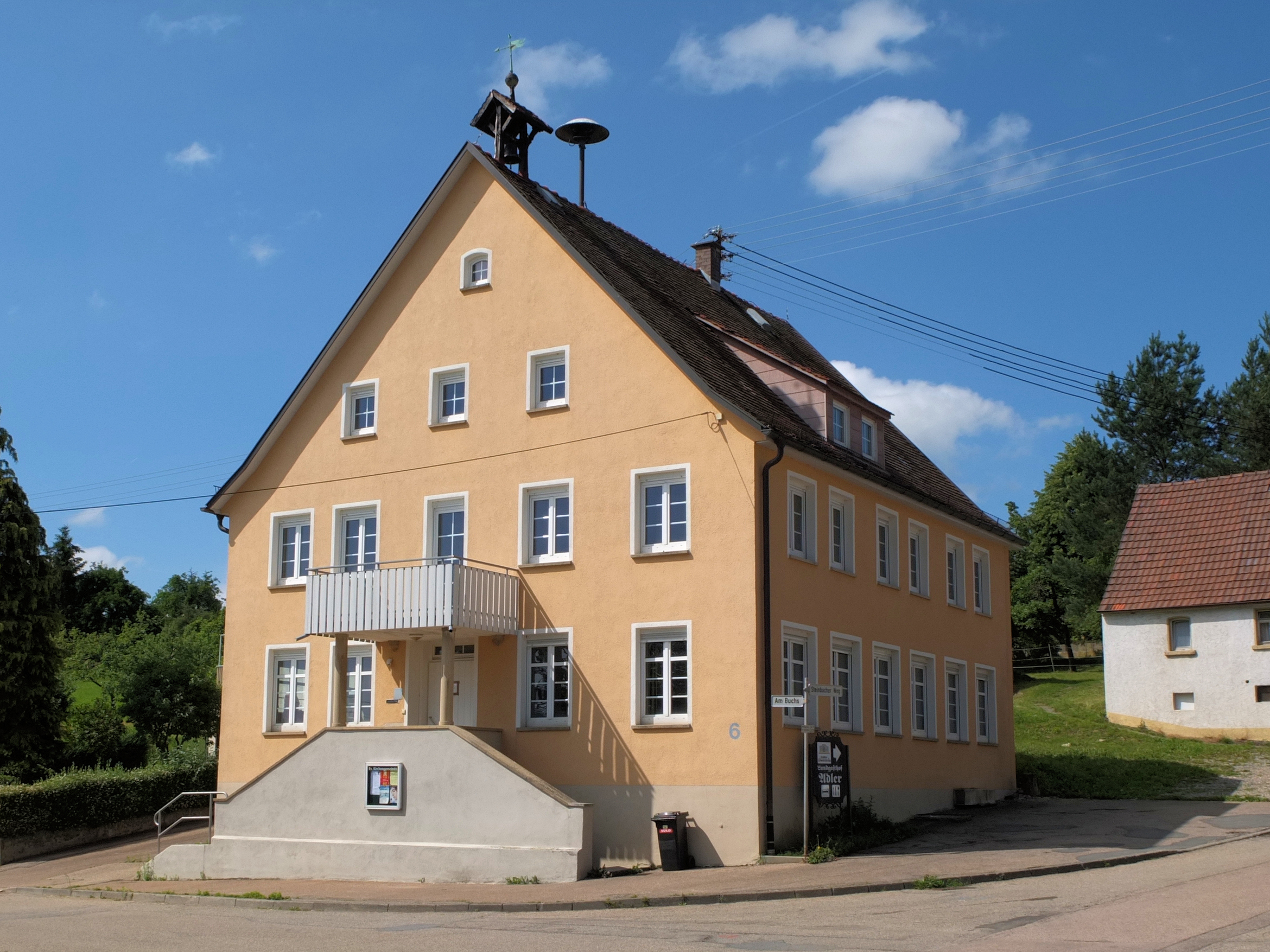
Alte Garnberger Schule (2012)

Garnberg ist ein Ortsteil der baden-württembergischen Kreisstadt Künzelsau im Hohenlohekreis.

## Lage
Garnberg erstreckt sich auf der rechten, der Künzelsauer Altstadt gegenüberliegenden oberen Hangkante etwa einen Kilometer kocheraufwärts, die am tiefsten stehenden Gebäude liegen wenigstens 150 Meter über Flusshöhe. Eine Kreisstraße (K 2300) erschließt den Ort in einer westlichen Schlinge von der Langenburger Straße aus Künzelsau nach Amrichshausen (L 1033).

## Geschichte
Garnberg, früher Gagernberg oder auch Gairenberg genannt, wurde 1090 erstmals in einer Schenkungsurkunde erwähnt: Mechtild von Stein schenkte das Gut dem Kloster Komburg.
Von spätestens 1508 bis 1709 war die Siedlung in stettischem Besitz. Um 1688 erbaute Wolfgang Christoph von Stetten das Schlösschen. Lange Zeit bestand Garnberg lediglich aus dem Schlossgut, einigen Bauernhöfen, Söldnerhäusern und einer Ziegelhütte. Erst im späten 18. Jahrhundert vergrößerte Georg Ferdinand Forstner von Dambenoy den Ort durch Rodung und Förderung von Neuansiedlung. Forstner war Professor der Landwirtschaft in Tübingen. Sein Ziel war die Erhöhung der landwirtschaftlichen Erträge.
In der Nähe des Schlösschens gab es eine Kapelle. Diese wurde später zu einer Scheune umgebaut. Ihre Glocke befindet sich heute auf dem Dach der alten Garnberger Schule. Im Jahr 1806 kam Garnberg, das im Fränkischen Ritterkreis lag, unter württembergische Staatshoheit und wurde 1912 zu Künzelsau eingemeindet.
Bis 1985 war Garnberg Standort eines Ziegeleiwerks, bereits 1676 wurde die Garnberger Ziegelhütte urkundlich erwähnt. Die alte Tongrube ist heute ein Geotop.